# Accadia
Pour l’article ayant un titre homophone, voir Acadia.
Accadia (Acchedìe en apulien) est une commune italienne de la province de Foggia, dans la région Pouilles.

## Administration
| Période                                  | Période  | Identité           | Étiquette       | Qualité |
| ---------------------------------------- | -------- | ------------------ | --------------- | ------- |
| 23/09/2020                               | En cours | Agostino De Paolis | Accadia Insieme |         |
| Les données manquantes sont à compléter. |          |                    |                 |         |

### Hameaux
Agata delle Noci

### Communes limitrophes
Bovino, Deliceto, Monteleone di Puglia, Panni, Sant'Agata di Puglia